# Google Web Accelerator
Google Web Accelerator é uma ferramenta do Google fundada em 2005 e possuía como função para acelerar o acesso a sites. Para fazer isso, ele tenta usar o cache de disco do browser de forma eficaz, baixando apenas as partes do site que foram atualizadas, e até usar os servidores do Google como intermediários para o download das páginas.
O Google Web Accelerator também póde ser utilizado como servidor de proxy gratuito e rápido.
Em 30 de Janeiro de 2009, o Google Web Accelerator foi descontinuado.